# Anselmo Zarza Bernal
Anselmo Zarza Bernal (* 4. Juni 1916 in Atlixco, Mexiko; † 15. April 2014 in Puebla) war Bischof von León in Mexiko.

## Leben
Anselmo Zarza besuchte das Priesterseminar in León und studierte als Kollegiat des Päpstlichen lateinamerikanischen Kolleg „Pius“ Kirchenrecht an der Päpstlichen Universität Gregoriana in Rom, wo er auch am 8. April 1939 die Priesterweihe empfing.
Papst Johannes XXIII. ernannte ihn am 24. Mai 1962 zum ersten Bischof des neugegründeten Bistum Linares. Der Erzbischof von Puebla de los Ángeles, Octaviano Márquez y Tóriz, spendete ihm am 22. August desselben Jahres die Bischofsweihe; Mitkonsekratoren waren der Erzbischof von Monterrey, Alfonso Espino y Silva, und Emilio Abascal y Salmerón, Weihbischof in Puebla de los Ángeles.
Als Bischof von Linares nahm er an allen vier Sitzungsperioden des Zweiten Vatikanischen Konzils teil.
Am 13. Januar 1966 wurde er von Papst Paul VI. zum Bischof von León ernannt. Er begründete über 40 Pfarrgemeinden, darunter in Nuestra Señora del Carmen (1971), San Martín de Porres (1971), Señor de la Misericordia de la Conquista (1974), Nuestra Señora del Rosario en la colonia San Nicolás (1974), Santa Clara de Asís (1975), San Pedro de los Hernández (1975), Santa Margarita María Alacoque (1975) und Divina Providencia (1975).
Am 4. Januar 1992 nahm Papst Johannes Paul II. sein aus Altersgründen vorgebrachtes Rücktrittsgesuch an.